# Ernesto Morandi
Ernesto Morandi (Milano, 20 dicembre 1893 – Milano, 18 ottobre 1947) è stato un calciatore italiano, di ruolo centrocampista.

## Caratteristiche tecniche
Nonostante il fisico minuto, le sue doti principali erano la grande combattività e lo spirito di sacrificio, con una buona predisposizione al gol.

## Carriera
Durante la sua carriera, dal 1911 al 1924, Morandi vestì sempre la maglia del Milan, tranne nella stagione 1917-1918, quando andò al fronte durante la prima guerra mondiale, mentre nel 1912-13 giocò solo partite amichevoli. Col Milan vinse due tornei bellici: la Coppa Federale nel 1915-16 e la Coppa Regionale Lombarda nel 1916-17.

## Statistiche

### Presenze e reti nei club
| Stagione        | Squadra         | Campionato      | Campionato | Campionato | Coppe nazionali | Coppe nazionali | Coppe nazionali | Coppe continentali | Coppe continentali | Coppe continentali | Altre coppe | Altre coppe | Altre coppe | Totale | Totale |
| Stagione        | Squadra         | Comp            | Pres       | Reti       | Comp            | Pres            | Reti            | Comp               | Pres               | Reti               | Comp        | Pres        | Reti        | Pres   | Reti   |
| --------------- | --------------- | --------------- | ---------- | ---------- | --------------- | --------------- | --------------- | ------------------ | ------------------ | ------------------ | ----------- | ----------- | ----------- | ------ | ------ |
| 1911-1912       | Milan           | PC              | 1          | 0          | -               | -               | -               | -                  | -                  | -                  | -           | -           | -           | 1      | 0      |
| 1912-1913       | Milan           | PC              | 0          | 0          | -               | -               | -               | -                  | -                  | -                  | -           | -           | -           | 0      | 0      |
| 1913-1914       | Milan           | PC              | 17         | 3          | -               | -               | -               | -                  | -                  | -                  | -           | -           | -           | 17     | 3      |
| 1914-1915       | Milan           | PC              | 14         | 5          | -               | -               | -               | -                  | -                  | -                  | -           | -           | -           | 14     | 5      |
| 1915-1916       | Milan           | -               | -          | -          | -               | -               | -               | -                  | -                  | -                  | CF          | 10          | 1           | 10     | 1      |
| 1916-1917       | Milan           | -               | -          | -          | -               | -               | -               | -                  | -                  | -                  | CRL         | 1           | 0           | 1      | 0      |
| 1918-1919       | Milan           | -               | -          | -          | -               | -               | -               | -                  | -                  | -                  | CM          | 10          | 1           | 10     | 1      |
| 1919-1920       | Milan           | PC              | 13         | 2          | -               | -               | -               | -                  | -                  | -                  | -           | -           | -           | 13     | 2      |
| 1920-1921       | Milan           | PC              | 21         | 2          | -               | -               | -               | -                  | -                  | -                  | -           | -           | -           | 21     | 2      |
| 1921-1922       | Milan           | PD              | 21         | 0          | -               | -               | -               | -                  | -                  | -                  | -           | -           | -           | 21     | 0      |
| 1922-1923       | Milan           | PD              | 8          | 0          | -               | -               | -               | -                  | -                  | -                  | -           | -           | -           | 8      | 0      |
| 1923-1924       | Milan           | PD              | 1          | 0          | -               | -               | -               | -                  | -                  | -                  | -           | -           | -           | 1      | 0      |
| Totale Milan    | Totale Milan    | Totale Milan    | 96         | 12         |                 | -               | -               |                    | -                  | -                  |             | 21          | 2           | 117    | 14     |
| Totale carriera | Totale carriera | Totale carriera | 96         | 12         |                 | -               | -               |                    | -                  | -                  |             | 21          | 2           | 117    | 14     |

## Palmarès

### Giocatore

#### Competizioni nazionali
- Coppa Federale: 1

Milan: 1915-1916

#### Competizioni regionali
- Coppa Lombardia: 1

Milan: 1916-1917